# محافظة ذي قار
31°14′00″N 46°19′00″E / 31.233333333333°N 46.316666666667°E

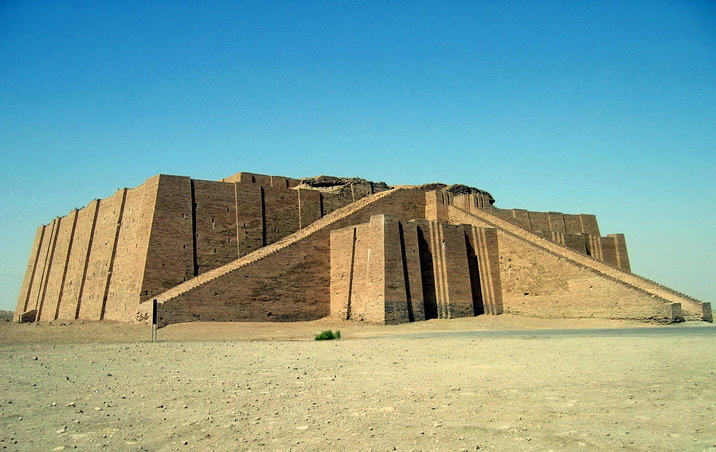
زقورة أور في محافظة ذي قار، أحد أشهر معالم المحافظة

محافظة ذي قار هي إحدى المحافظات العراقية وسُميت نسبة لمعركة ذي قار الشهيرة بين الفرس والعرب قبل الإسلام التي وقعت فيها. يُقدر عدد سكان المحافظة بأكثر من مليوني نسمة وهم ذو غالبية شيعية إضافة إلى أقليات من السنة والصابئة، كما تضم العديد من القبائل العربية من البدو والحضر إضافة إلى تواجد عرب الأهوار في منطقة الأهوار والمكون الكردي.
في بداية تأسيسها عرفت باسم لواء المنتفق (المنتفج باللهجة الجنوبية) ثم في العهد الجمهوري أصبح اسمها لواء الناصرية، وفي سنة 1969 تم تبديل اسمها إلى محافظة ذي قار عندما قام حزب البعث في تلك الفترة بتغيير أسماء المحافظات العراقية فصار اسم محافظة الناصرية هو محافظة ذي قار نسبة إلى الواقعة التاريخية التي حدثت بين العرب والفرس قبل الإسلام في هذه البقعة الجغرافية والتي كان فيها عيون ماء عذبة تسمى عيون ذي قار، والدلائل التاريخية تشير إلى أن هذا الاسم موجود لهذه المنطقة منذ القدم. وفي بداية التأسيس كانت الصحراء الجنوبية للعراق تقع ضمن هذه المحافظة إلا أنه في سنة 1970 أضيفت الصحراء إلى محافظة المثنى - ومركزها السماوة - التي تأسست حديثًا. محافظة ذي قار بين دائرتي عرض (33،30ْ_32ْ) شمالاً، وخطي طول (45،37_47ْْ12).
تضم المحافظة تجمعات ومواقع أثرية تعود إلى (5000) سنة مضت وتوجد فيها مدينة أور القديمة، وهي الأرض التي كانت يسكنها السومريون والاكديون وغيرهم والتي ولد فيها إبراهيم الخليل، والناصرية من المحافظات العراقية التي أخرجت أدباء ووزراء والعديد من المطربين. ويعتبر أبناؤها مصدر نشأة الأفكار القومية والشيوعية. ومن مدنها الشطرة، البطحاء (والتي حدثت فيها معركة ذي قار وتسمى ببطحاء ذي قار) والرفاعي، سوق الشيوخ، الغراف، قلعة سكر، الجبايش، قضاء الفجر.

## تاريخ المنطقة
سميت ذي قار: لأنها تحتوي في أرضها مادة القار فسميت ذات القار، ولكثرة استعمال القار في أبنيتها، وليس كما يذكر نسبة إلى معركة ذي قار فالمعركة أخذت اسمها من المنطقة وليس العكس فهي بلاد سومر في العصور القديمة، وواسط أيام الدولة الأموية، ثم البطائح في العصر العباسي، فالمنتفق في العهد العثماني نسبة إلى المنتفق بن عامر بن عقيل بن كعيب بن ربيعة بن عامر بن صعصعة.[بحاجة لمصدر]

## المساجد والجوامع
تحتوي محافظة ذي قار في العراق على عدد كبير من الجوامع والمراقد والمواكب والمساجد التراثية والأثرية القديمة والتي يرجع تاريخ بناؤها إلى عهد الدولة العثمانية، وأدناه قائمة بأسماء عدد منها:
- جامع الشيخ عباس الكبير.
- جامع فالح باشا الكبير.
- مسجد فالح باشا الصغير.
- مسجد معروف آغا.
- جامع سوق الشيوخ.
- جامع عبد الرحمن الشمري.
- مسجد النجادة.
- جامع ثويني السعدون مسجد الصفا.
- جامع قضاء الفجر الكبير
- جامع البطحاء (العراق) الكبير
- جامع الإمام علي
- جامع الإمام الحسن
- جامع الإمام محمد الجواد
- جامع الحسنين
- جامع أبو الفضل العباس
- جامع خطوة الإمام علي
- جامع الغراف الكبير
- جامع حميد ضياء جعفر
- جامع الرسول الأعظم (ناحية الفضلية)
- جامع الأبرار
- جامع سيد الشهداء
- مسجد الصديقة فاطمة الزهراء
- جامع صدام حسين والذي تم تغيير اسمه إلى (جامع الزهراء)
- حسينية سوق الشيوخ
- حسينية الهواشم
- حسينية الرسول الأعظم
- حسينية الإمام موسى الكاظم
- حسينية سيد الشهداء
- حسينية الإمام الحسن المجتبى
- حسينية إئمة البقيع
- حسينية باب الحوائج
- حسينية الإمامين العسكريين
- حسينية أهل الكساء
- حسينية الزهراء
- حسينية البطحاء
- حسينية الكوثر
- حسينية جنة الزهراء
- حسينية الآخرة
- حسينية أم البنين
- حسينية الإمام المهدي عج

## ديموغرافية ذي قار

### إحصاء عام 1920 م
يذكر إحصاء أجرته السلطات قبل إبريل/نيسان عام 1920م أن مجموع سكان لواء المنتفك (محافظة ذي قار حاليًا) هو نسمة. وقد توزع السكان وفقًا للمجموعات الدينية التالية:

| الفئة          | مسلمون شيعة  | مسلمون سنة  | يهود     | مسيحيون  | ديانات آخرى | المجموع      |
| -------------- | ------------ | ----------- | -------- | -------- | ----------- | ------------ |
| العدد          | 306,220 نسمة | 11,150 نسمة | 160 نسمة | 30 نسمة  | 2,440 نسمة  | 320,000 نسمة |
| النسبة المئوية | 95.6%        | 3.5%        | 0.1%     | صغير جدًا | 0.8%        | 100%         |

- خانة ديانات أخرى تشمل الصابئة المندائيين وآخرين.

| السنة | السكان  |
| 1936  | 285707  |
| 1947  | 344867  |
| 1957  | 455644  |
| 1965  | 498850  |
| 1977  | 622979  |
| 1987  | 921066  |
| 1997  | 1184796 |
| 2010  | 1804155 |

## التقسيم الإداري
| القضاء          | مساحته | نواحي القضاء       | مساحة الناحية |
| قضاء الناصرية   | 3687   | مركز قضاء الناصرية | 592           |
|                 |        | ناحية أور          | 283           |
|                 |        | البطحاء            | 1818          |
|                 |        | سيد دخيل           | 402           |
|                 |        | الإصلاح            | 592           |
| قضاء الشطرة     | 1744   | مركز قضاء الشطرة   | 384           |
|                 |        | الدواية            | 737           |
|                 |        | الغراف             | 623           |
| قضاء الرفاعي    | 3300   | مركز قضاء الرفاعي  | 1345          |
|                 |        | قلعة سكر           | 614           |
| قضاء سوق الشيوخ | 1374   | مركز قضاء السوق    | 233           |
|                 |        | ناحية العكيكة      | 474           |
|                 |        | كرمة بني سعيد      | 415           |
|                 |        | ناحية الطار        | 56            |
| قضاء الجبايش    | 2333   | مركز قضاء الجبايش  | 1062          |
|                 |        | ناحية المنار       | 681           |
| قضاء النصر      | 908    |                    |               |
| قضاء الفجر      | 433    |                    |               |
| قضاء الفهود     | 590    |                    |               |

## المحافظات المجاورة
- البصرة
- ميسان
- واسط
- المثنى
- القادسية

## الجامعات في محافظة ذي قار
- جامعة ذي قار
- جامعة الشطرة
- جامعة العين
- جامعة سومر
- جامعة الإمام جعفر الصادق(ع) فرع ذي قار
- الجامعة الوطنية للعلوم والتكنولوجيا الأهلية
- كلية مزايا الأهلية الجامعة
- جامعة الإمام الكاظم

## اقرأ أيضا
- ذي قار.
- أبو غار (بصية).
- محافظات العراق
- مجزرة الناصرية
- مجزرة الناصرية (مارس 1922)